# Kozów (województwo lubuskie)
Kozów (niem. Kaaso, łuż. Kazow) – wieś w Polsce położona w województwie lubuskim, w powiecie krośnieńskim, w gminie Gubin.
W latach 1975–1998 miejscowość administracyjnie należała do województwa zielonogórskiego.
Wieś położona jest na terenie zasiedlenia związanego z X-XII w. grodem w Niemczy Łużyckiej (Polanowice). W dokumencie z 1000 roku wymieniono wsie związane z Niemczą Łużycką: Biecz, Chociejów, Drzeniów, Bieżyce, Późna. Udokumentowanych jest w XII stuleciu 13 dalszych miejscowości m.in. Kozów. W 1449 roku nazwa wsi brzmiała Kaso, a trzy lata później Kasaw. Kozów mógł należeć do v. Maxenów lub do miasta Gubina (1602 rok). Dobra od miasta odkupiła rodzina von Reiche, a w drugiej połowie XVII w. stał się własnością rodziny von Würksche. W 1764 roku miejscowość stała się własnością rodziny von Seydel. Pierwotnie do wsi należał majątek. Nadmieniono, że w 1864 roku był tutaj młyn wodny. W 1928 roku połączono wieś z sąsiednią gminą (niem. Jetzschko). 
Na uwagę zasługuje znalezienie złotego skarbu w październiku 1882 roku na polach między Kozowem a Witaszkowem. Skarb ważył 4,5 kg i składał się z ryby o długości 42 cm z wypukłymi do 5 mm figurkami oraz pochwy i rękojeści miecza wraz z pierścieniami i klejnotami. W 1946 roku w Kozowie było 26 gospodarstw, a w 1952 roku wieś zamieszkiwało 13 osób.

## Zabytki
Do wojewódzkiego rejestru zabytków wpisany jest:
- zespół dworski, z końca XVIII wieku, z połowy XIX wieku:
  - czworak
  - stajnia
  - stodoła
  - dwór z XVIII wieku. W zachodniej części wsi znajduje się zespół dworski. Składa się z dworu i budynków gospodarczych. Dwór zbudowano we wschodniej pierzei podwórza. Dwie stodoły[9], murowana stajnia i budynek gospodarczo–mieszkalny[10] zbudowano w południowej i zachodniej części podwórza. Budynki te podobnie jak dwór zostały wzniesione pod koniec XVIII i na początku XIX wieku. Dwór był pierwszą siedzibą szlachecką, jaką wzniesiono w Kozowie i prawdopodobnie został zbudowany z inicjatywy rodziny von Seydel. W drugiej połowie stulecia został przeprowadzony remont obiektu, podczas którego zapewne podwyższono ryzalit i usunięto część detalu architektonicznego[4]. Dwór to podpiwniczony budynek z trzykondygnacyjnym ryzalitem zbudowany na planie prostokąta. Posiada dach mansardowy z naczółkami. Wejście główne umieszczono w przyziemiu ryzalitu[11]. W latach 1973–1976 miał miejsce gruntowny remont budynku przez zarządzający dawnym folwarkiem Kombinat Gospodarstw Rolnych w Grabicach, podczas którego podzielono go na mieszkania niszcząc przy tym wszystkie elementy wystroju. Do dziś budynek pełni funkcję mieszkalną[12].